# Ядрино (Орловская область)
Ядрино — деревня в Мценском районе Орловской области России. Входит в состав Подберёзовского сельского поселения.

## География
Деревня находится в северной части Орловской области, в лесостепной зоне, в пределах центральной части Среднерусской возвышенности, на левом берегу реки Зуши, на правом берегу реки Ядрынки, на расстоянии примерно 3 километров (по прямой) к юго-востоку от города Мценска, административного центра района. Абсолютная высота — 156 метров над уровнем моря.
Климат характеризуется как умеренно континентальный с умеренно морозной зимой и теплым, иногда жарким летом. Средняя многолетняя температура самого холодного месяца — января, составляет −9,4°С, температура самого теплого +19°С.
Часовой пояс
Деревня Ядрино, как и вся Орловская область, находится в часовой зоне МСК (московское время). Смещение применяемого времени относительно UTC составляет +3:00.

## Население
| 2002 | 2010 |
| ---- | ---- |
| 196  | ↗219 |

Половой состав
По данным Всероссийской переписи населения 2010 года в гендерной структуре населения мужчины составляли 46,1 %, женщины — соответственно 53,9 %.
Национальный состав
Согласно результатам переписи 2002 года, в национальной структуре населения русские составляли 93 % из 196 чел.

## Инфраструктура
Действуют фельдшерско-акушерский пункт и дом культуры.